# Kanton Saint-Omer
Der Kanton Saint-Omer ist ein französischer Wahlkreis im Département Pas-de-Calais in der Region Hauts-de-France. Er entstand 2015 durch ein Dekret vom 17. Februar 2014.

## Gemeinden
Der Kanton umfasst die Wahlberechtigten aus 16 Gemeinden mit insgesamt 35.327 Einwohnern (Stand: 1. Januar 2022) auf einer Gesamtfläche von 160,88 km²:
| Gemeinde                   | Einwohner 1. Januar 2022 | Fläche km² | Dichte Einw./km² | Code INSEE | Postleitzahl |
| -------------------------- | ------------------------ | ---------- | ---------------- | ---------- | ------------ |
| Bayenghem-lès-Éperlecques  | 1.019                    | 4,51       | 226              | 62087      | 62910        |
| Clairmarais                | 579                      | 18,02      | 32               | 62225      | 62500        |
| Éperlecques                | 3.740                    | 25,56      | 146              | 62297      | 62910        |
| Houlle                     | 1.131                    | 6,52       | 173              | 62458      | 62910        |
| Mentque-Nortbécourt        | 653                      | 10,78      | 61               | 62567      | 62890        |
| Moringhem                  | 555                      | 9,98       | 56               | 62592      | 62910        |
| Moulle                     | 1.166                    | 5,39       | 216              | 62595      | 62910        |
| Nordausques                | 1.293                    | 5,94       | 218              | 62618      | 62890        |
| Nort-Leulinghem            | 268                      | 3,45       | 78               | 62622      | 62890        |
| Saint-Martin-lez-Tatinghem | 5.863                    | 10,54      | 556              | 62757      | 62500        |
| Saint-Omer                 | 14.358                   | 16,40      | 875              | 62765      | 62500        |
| Salperwick                 | 518                      | 4,00       | 130              | 62772      | 62500        |
| Serques                    | 1.178                    | 10,43      | 113              | 62792      | 62910        |
| Tilques                    | 1.063                    | 7,29       | 146              | 62819      | 62500        |
| Tournehem-sur-la-Hem       | 1.353                    | 18,14      | 75               | 62827      | 62890        |
| Zouafques                  | 590                      | 3,93       | 150              | 62904      | 62890        |
| Kanton Saint-Omer          | 35.327                   | 160,88     | 220              | 6237       | –            |

## Veränderungen im Gemeindebestand seit 2015
2016: Fusion Saint-Martin-au-Laërt und Tatinghem → Saint-Martin-lez-Tatinghem